# ウォータールー・サンセット
「ウォータールー・サンセット」（Waterloo Sunset）は、イギリスのバンド・キンクスの楽曲。1967年にシングルとして発表され、アルバム『サムシング・エルス』にも収録されている。
ローリング・ストーンの選ぶオールタイム・グレイテスト・ソング500（2021年版）では14位にランクされている。

## 概要
リードシンガーであるレイ・デイヴィスによって作られた。歌詞の内容は、テムズ川の南に独りで住みながら、一組の男女がウォータールー駅の地下鉄乗り場でロマンティックな出会いを果たしウォータールー橋を二人で渡っていくようすを眺めて（あるいは思い浮かべて）いる男性の視点から進んでいく。レイ・デイヴィスは1996年の自伝的小説『エックス・レイ』のなかで、子供のころの入院体験からこの曲のインスピレーションを得たのだと語っている。BBCのラジオ番組『The Davies Diaries』では、デイヴィスは「登場人物たちが誰のことなのかは教えられない。彼らはわたしの良き友人だから」と話し、また2008年に行なわれた別のインタビューでは「あれはわたしの姉がボーイフレンドと一緒に旅立とうとするようすから空想したものだ。彼女たちは、移民して他の国へ行こうとしていたんだよ」とも話している。
歌の中に登場する「テリーとジュリー」というカップルは、当時のイギリスの映画スターであったテレンス・スタンプとジュリー・クリスティのことだと広く言われ、また信じられてきた。しかしデイヴィスは2004年のインタビューで「いや、テリーとジュリーは実在の人物だ。わたしはスターについて詞に書いたりはしないよ」と語っている。
レコーディングでは、レイ・デイヴィスの最初の妻であるラサをバックボーカルに起用している。
シングルは全英シングルチャートで2位を記録した（トレメローズの『サイレンス・イズ・ゴールデン』をチャート1位の座から追い落とすことはできなかった）。デイヴィスはこの曲を、自分にとってプロとしてのひとつの里程標であると考えた。シングルをヒットさせるための商業的な要求と、彼自身が持っている物語風な曲作りのスタイルとを、どうにか上手く調和させることができたのである。この曲の綿密なプロダクションはレイ・デイヴィス独りによるもので、それまでずっとキンクスのプロデューサーを務めてきたシェル・タルミーの手を離れた初めてのレコーディングだった。
ロンドンのFM曲は、2004年に投票によって「Greatest Song About London」に選出され、またタイム・アウト誌はこの曲を「Anthem of London」に選んでいる。

## キャシー・デニスのカバー
キャシー・デニスによるカバー・バージョンはデニスの3枚目のスタジオ・アルバム『私って…?』に収録され、アルバムから2枚目のシングルとしてリリースされた。
デニスによるバージョンは全英シングルチャートで11位を記録した。